# Szczutowo (gromada)
Szczutowo – dawna gromada, czyli najmniejsza jednostka podziału terytorialnego Polskiej Rzeczypospolitej Ludowej w latach 1954–1972.
Gromady, z gromadzkimi radami narodowymi (GRN) jako organami władzy najniższego stopnia na wsi, funkcjonowały od reformy reorganizującej administrację wiejską przeprowadzonej jesienią 1954 do momentu ich zniesienia z dniem 1 stycznia 1973, tym samym wypierając organizację gminną w latach 1954–1972.
Gromadę Szczutowo z siedzibą GRN w Szczutowie utworzono – jako jedną z 8759 gromad na obszarze Polski – w powiecie rypińskim w woj. bydgoskim, na mocy uchwały nr 24/10 WRN w Bydgoszczy z dnia 5 października 1954. W skład jednostki weszły obszary dotychczasowych gromad Szczutowo, Blizno, Dąbkowa Parowa, Cisse, Karlewo, Słupia i Szczechowo (bez miejscowości Jażwiny) ze zniesionej gminy Szczutowo w tymże powiecie. Dla gromady ustalono 21 członków gromadzkiej rady narodowej.
1 stycznia 1956 gromadę włączono do powiatu sierpeckiego w woj. warszawskim.
1 stycznia 1958 do gromady Szczutowo przyłączono wieś Dziki Bór z gromady Zambrzyca w tymże powiecie.
1 stycznia 1959 do gromady Szczutowo przyłączono obszar zniesionej gromady Wola Stara w tymże powiecie.
Gromada przetrwała do końca 1972 roku, czyli do kolejnej reformy gminnej. 1 stycznia 1973 – tym razem w powiecie sierpeckim w woj. warszawskim – reaktywowano gminę Szczutowo.